# Ігіу (Алба)
Ігіу (рум. Ighiu) — село у повіті Алба в Румунії. Адміністративний центр комуни Ігіу.
Село розташоване на відстані 276 км на північний захід від Бухареста, 8 км на північний захід від Алба-Юлії, 70 км на південь від Клуж-Напоки.

## Населення
За даними перепису населення 2002 року у селі проживали 1244 особи.
Національний склад населення села:
| Національність | Кількість осіб | Відсоток |
| -------------- | -------------- | -------- |
| румуни         | 1124           | 90,4%    |
| цигани         | 106            | 8,5%     |
| угорці         | 13             | 1,0%     |

Рідною мовою назвали:
| Мова      | Кількість осіб | Відсоток |
| --------- | -------------- | -------- |
| румунська | 1233           | 99,1%    |
| угорська  | 10             | 0,8%     |